# Maurits Greshoff
Maurits Greshoff (Den Haag, 11 oktober 1862 - Amsterdam, 8 december 1909) was een Nederlandse plantkundige en directeur van het Koloniaal Museum te Haarlem.
Greshoff vertrok in 1887 als militair apotheker 2e klasse van het Koninklijk Nederlandsch-Indisch Leger naar Java, waar hij fundamenteel onderzoek deed naar de plantenfysiologie en de vergelijkende fytochemie. Terug in Nederland werd hij in 1895 aangesteld als scheikundige bij het Koloniaal Museum te Haarlem. In 1896 werd hij onderdirecteur van dit museum, in 1901 directeur. Hij volgde daarmee Frederik Willem van Eeden op, de initiatiefnemer en eerste directeur van het Koloniaal Museum. In 1909 werd Greshoff dood achter zijn bureau aangetroffen.

## Selecte bibliografie
- Eerste verslag van het onderzoek naar de plantenstoffen van Nederlandsch-Indië, (Mededeelingen uit 's Lands Plantentuin 7). Batavia: Landsdrukkerij, 1890.
- Nieuw plantkundig woordenboek voor Nederlandsch Indië, met korte aanwijzingen van het nuttig gebruik der planten en hare beteekenis in het volksleven en met registers der inlandsche en wetenschappelijke benamingen (met F.S.A. de Clercq, A.A. Pulle en A.H.J.G. Walbeehm). Amsterdam: De Bussy, 1927 (2e druk).